# 11421 Cardano
11421 Cardano là một tiểu hành tinh vành đai chính thuộc hệ Mặt Trời. Được phát hiện ngày 4 tháng 6 năm 1992, it has an orbit characterized bởi a semi-major axis of 2.5258928 AU, an eccentricity of 0.701838030, và độ nghiêng quỹ đạo of 17.8266°.
Tiểu hành tinh này được đặt tên theo tên của Gerolamo Cardano, the first to give a systematic calculation of probabilities in connection with games of chance.